# Brotherobryum macgregorii
Brotherobryum macgregorii là một loài Rêu trong họ Dicranaceae. Loài này được (Broth. & Geh.) M. Fleisch. mô tả khoa học đầu tiên năm 1914.